# Ipomoea trifida
Ipomoea trifida ist eine Pflanzenart aus der Gattung der Prunkwinden (Ipomoea) aus der Familie der Windengewächse (Convolvulaceae). Die Art ist in Amerika und auf den Westindischen Inseln verbreitet.

## Beschreibung
Ipomoea trifida ist eine krautige, komplett unbehaarte Kletterpflanze. Die Laubblätter sind lang gestielt, die Blattspreite ist abgerundet herzförmig, dünn und ganzrandig oder undeutlich gelappt. Nach vorn ist sie plötzlich zugespitzt oder abgestumpft.
Die Blütenstände bestehen meist aus einigen Blüten. Die Blütenstandsstiele sind kräftig, hohl und 2 bis 5 cm lang, die Blütenstiele sind kräftig und 5 bis 40 mm lang. Die Kelchblätter sind langgestreckt-lanzettlich, stumpf, weiß gerandet und 6 bis 7 mm lang. Die Krone ist blau gefärbt mit einem weißen Kronschlund, ihre Länge beträgt 5 bis 6 cm, der Kronsaum ist 6 bis 8 cm breit.
Die Früchte sind kugelig-eiförmige, unbehaarte Kapseln mit einer Länge von 1 bis 1,5 cm. Die Samen sind unbehaart.

## Verbreitung
Die Art ist von Mexiko bis Costa Rica sowie in Südamerika und auf den Westindischen Inseln verbreitet. Sie wächst in feuchten Dickichten, gelegentlich in Hecken oder auf Schuttplätzen. Gelegentlich wird sie auch als Zierpflanze gezogen. Sie wächst in Höhenlagen von 800 bis 1850 m.